# Barry Kemp
Pour les articles homonymes, voir Kemp.
Barry John Kemp est un archéologue et égyptologue anglais né à Birmingham le 14 mai 1940 et mort le 15 mai 2024. Il est professeur émérite d'égyptologie à l'université de Cambridge et responsable des fouilles à Amarna en Égypte. Son ouvrage Ancient Egypt: Anatomy of a Civilisation est un manuel de référence pour de nombreux cours d'égyptologie et d'histoire antique.

## Carrière universitaire
Barry Kemp sort diplômé de l'université de Liverpool en 1962. L'année suivante, il devient lecturer à l'université de Cambridge, où il est par la suite devenu professeur. De 1977 à 2008, il est le directeur des fouilles à Amarna pour la Société d'exploration de l'Égypte. En 1990, Kemp est élu fellow de Wolfson College, Cambridge. Il est professeur d'égyptologie à l'université de Cambridge jusqu'à son départ à la retraite en 2007. En 2008, il devient fellow du McDonald Institute for Archaeological Research. Barry Kemp continue ses recherches sur la période amarnienne en tant que directeur de l'Amarna Project et président de l'Amarna Trust.
Il a également contribué à de nombreux ouvrages d'égyptologie très reconnus, par exemple Civilisations of the Ancient Near East, édité par Jack Sasson. Il est un co-auteur d'Ancient Egypt: A Social History (dirigé par Bruce Trigger), qui incorpore le travail de nombreux égyptologues éminents et prend en compte les évolutions récentes dans la discipline. Kemp souhaite proposer une vue d'ensemble de la société de l'Égypte antique, plutôt que de se concentrer sur l'élite culturelle qui prédomine dans les sources : « Cette approche holistique suppose d'expliquer l'état actuel du site en fonction de toutes les relations de pouvoir (agencies) en action ».

## Distinctions
Kemp a été élu Fellow of the British Academy (FBA) en 1992. Il a été nommé Commandeur de l'Ordre de l'Empire britannique (CBE) dans la promotion du Nouvel An 2011 pour services rendus à l'archéologie, à l'éducation et aux relations internationales en Égypte.

## Publications
- Barry Kemp, Amarna Reports, parts 1-5, Egypt Exploration Society
- (en) Barry Kemp, The City of Akhetaten and Nerfititi : Armana and Its People, Londres, Thames & Hudson, 2012, 320 p. (ISBN 978-0-500-29120-7)
- Barry Kemp, The Egyptian Book of the Dead, Granta Books, 2007, 125 p. (ISBN 978-1-86207-913-7)
- Barry Kemp, Ancient Egypt : Anatomy of a Civilisation, 2nd, 2005, 437 p. (ISBN 0-415-23550-2, présentation en ligne)
- Barry Kemp, 100 Hieroglyphs : Think Like an Egyptian, Granta Books, 2005, 256 p. (ISBN 1-86207-658-8)
- Barry Kemp, Bricks and metaphor. Cambridge Archaeological Journal 10, 335–46. A comparative essay on the theme 'Were cities built as images?', 2000
- Barry Kemp, More of Amarna's city plan. Egyptian Archaeology 13, 17–18, 1998
- Barry Kemp, Amarna from the air. Egyptian Archaeology 2, 15–17, 1992
- Barry Kemp, Tell el-Amarna, 4000 word entry in the Lexikon der Ägyptologie, ed. W. Helck and W. Westendorf, Band VI. Wiesbaden : Harrassowitz, 309–19, 1986
- Barry Kemp, Tell el-'Amarna. In H.S. Smith and R.M. Hall, ed., Ancient Centres of Egyptian Civilization, pp. 57-72, Londres, Egyptian Education Bureau, 1983
- Barry Kemp, The character of the South Suburb at Tell el-'Amarna. Mitteilungen der Deutschen Orient-Gesellschaft zu Berlin 113, 81–97, 1981
- Barry Kemp, The city of el-Amarna as a source for the study of urban society in ancient Egypt in World Archaeology 9, 123-39, 1977